# Антарктична плита
Антарктична платформа, Антарктична плита (англ. Antarctic platform, нім. antarktische Plattform (Kontinenttafel, Platte) — одна з древніх докембрійських структур земної кори, яка займає Східну Антарктиду, центральну частину Західної Антарктиди і частково Землю Мері Берд. Площа становить 1,43268 стерадіан. В її складі, як правило, розглядають Шетландську плиту. 

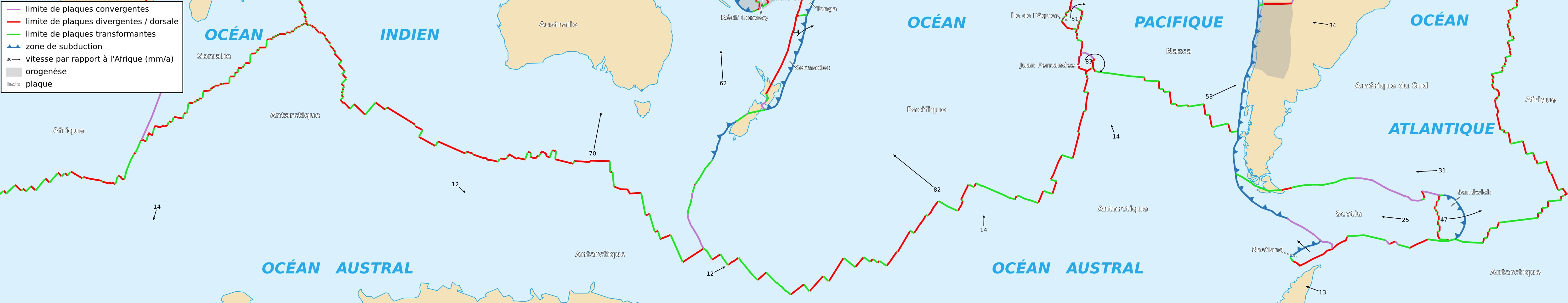
Мапа Антарктичної плити

Антарктична плита неоднорідна за структурою і має різний вік у різних частинах. Переважають кристалічні породи верхнього архею, на яких залягають осадово-вулканогенні формації верхнього і нижнього протерозою, в яких є родовища кам'яного вугілля.
Антарктична плита — тектонічна плита покриває континент Антарктида і має продовження назовні під океаном. Антарктична плита межує з Шетландською плитою, плитою Наска, Південноамериканською плитою, Африканською плитою, Індо-Австралійською плиту, плитою Скотія, Сомалійською, Хуан Фернандес, Тихоокеанською плитою. З останньою по дивергентній границі утворює Тихоокеансько-Антарктичний хребет.
П'ята за розміром плита у світі.
Антарктична плита рухається 1 см/рік у напрямку до Атлантичного океану.